# 3 novembre
Pour les articles homonymes, voir Trois-Novembre.
3 octobre 3 décembre
Chronologies thématiques
- Croisades
- Ferroviaires
- Sports
- Disney
- Anarchisme
- Catholicisme

Abréviations / Voir aussi
- (° 1852) = né en 1852
- († 1885) = mort en 1885
- a.s. = calendrier julien
- n.s. = calendrier grégorien
- Calendrier
- Calendrier perpétuel
- Liste de calendriers
- Naissances du jour

Le 3 novembre est le 307e jour de l'année du calendrier grégorien, 308e lorsqu'elle est bissextile (il en reste ensuite 58).
C'était généralement l'équivalent du 13 brumaire du calendrier républicain ou révolutionnaire français, officiellement dénommé jour du topinambour.

## Événements

### XIVesiècle
- 1388 : Charles VI de France reprend le pouvoir royal effectif aux ducs de Bourgogne et de Berry.

### XVesiècle
- 1468 : pillage de la ville de Liège par Charles le Téméraire.

### XVIesiècle
- 1534 : le Parlement anglais approuve l'Acte de suprématie, plaçant le roi d'Angleterre Henri VIII à la tête de l'Église d'Angleterre, un rôle précédemment tenu par le pape.

### XVIIIesiècle
- 1793 : bataille de Fougères, lors de la guerre de Vendée.
- 1799 : bataille de Vachegare, pendant la Chouannerie.

### XIXesiècle
- 1831 : élection du Congrès national, qui doit doter la Belgique d'une constitution.
- 1847 : Début de la guerre de Sonderbund, guerre civile suisse.

### XXesiècle
- 1903 : indépendance du Panama.
- 1904 : réélection de Wilfrid Laurier comme Premier ministre du Canada.
- 1918 : signature de l’armistice de Villa Giusti, qui marque la fin des hostilités entre l'Empire austro-hongrois et la Triple-Entente, au cours de la Première Guerre mondiale.
- 1935 : retour d'exil du roi Georges II de Grèce.
- 1936 : Franklin Delano Roosevelt est réélu président des États-Unis.
- 1946 : promulgation de la Constitution du Japon.
- 1978 : indépendance de la Dominique.
- 1991 : massacre de Barrios Altos à Lima, au Pérou.
- 1992 : Bill Clinton est élu président des États-Unis.

### XXIesiècle
- 2020 : aux États-Unis, les élections du président, de la Chambre des représentants, d'un tiers du Sénat, de 13 gouverneurs, de 95 législatures ont lieu et tenue d'une centaine de référendums dans les États et territoires du pays. Les votes prennent plusieurs jours à être comptés dans certains états, en raison notamment des bulletins de vote par correspondance. Les résultats prennent ainsi plusieurs jours à être rendus publics dans certains États comme le Nevada ou la Pennsylvanie[1].

- 2024 : en Moldavie, la présidente sortante, Maia Sandu (photo), est réélue[2].

## Art, culture et religion
- 1958 : inauguration du siège de l'UNESCO à Paris.
- 1963 : on découvre Thierry la Fronde à la télévision française, avec le Belge Jean-Claude Drouot dans le rôle-titre en collant moulant, Jean-Claude Deret ou encore Clément Michu[3].
- 2000 : sortie du film américain de comédie policière de charme Charlie et ses drôles de dames (Charlie’s Angels) inspiré de la série télé culte des années 1970 Drôles de dames, avec cette fois Cameron Diaz, Drew Barrymore (productrice), Lucy Liu, Bill Murray et la voix off V.O. de John Forsythe. Il en sortira une suite en 2003.
- 2001 : premier épisode de la saga télévisée d'animation Totally spies.
- 2005 : le prix Goncourt 2005 est décerné à François Weyergans, pour son roman Trois jours chez ma mère (Grasset).
- 2016 :
  - le prix Goncourt 2016 est décerné à Leïla Slimani, pour son deuxième roman Chanson douce (Gallimard).
  - le prix Renaudot 2016 est décerné à Yasmina Reza, pour son roman Babylone (Flammarion).
- 2021 :
  - le prix Goncourt 2021 est attribué à l'écrivain sénégalais Mohamed Mbougar Sarr pour son roman La Plus Secrète Mémoire des hommes (Philippe Rey)[4].
  - le prix Renaudot 2021 est attribué à l'écrivaine belge Amélie Nothomb pour son roman Premier Sang (Albin Michel)[5].

## Sciences et techniques
- 1450 : fondation de l'université de Barcelone.
- 1906 : adoption de SOS comme signal de détresse.
- 1954 : Linus Pauling reçoit le prix Nobel de chimie.
- 1957 : la chienne Laïka, à bord de Spoutnik II, devient le premier être vivant à voyager dans l'espace, où elle survit sept heures.

## Économie et société
- 2023 : au Népal, un séisme de magnitude 5,6 secoue les régions proches de la frontière avec le Tibet et fait au moins 157 morts[6].

## Naissances

### Iersiècle
- 39 : Lucain (Marcus Annaeus Lucanus en latin), poète romain, neveu de Sénèque et compagnon de Néron († 30 avril 65).

### XVesiècle
- 1500 : Benvenuto Cellini, sculpteur et orfèvre italien († 13 février 1571).

### XVIesiècle
- 1560 : Annibale Carracci, peintre italien († 15 juillet 1609).
- 1587 : Samuel Scheidt, compositeur et musicien allemand († 24 mars 1654).

### XVIIesiècle
- 1604 : Osman II (عثمان ثانى), sultan ottoman de 1618 à 1622 († 20 mai 1622).
- 1618 : Aurangzeb (اورنگ‌زیب), empereur moghol de l’Inde de 1658 à 1707 († 3 mars 1707).
- 1624 : Jean, duc d'Estrées, militaire français († 19 mai 1707).
- 1632 : Abaffi Ier, prince de Transylvanie († 15 avril 1690).
- 1633 : Bernardino Ramazzini, professeur de médecine italien († 5 novembre 1714).
- 1656 : Georg Reutter (en), compositeur et musicien autrichien († 29 août 1738).
- 1689 : Jan Josef Ignác Brentner (en), compositeur tchèque († 28 juin 1742).

### XVIIIesiècle
- 1718 :
  - John Montagu, militaire britannique († 30 avril 1792).
  - Pasquale Acquaviva d'Aragona, prélat italien († 29 février 1788).
- 1749 : Daniel Rutherford, médecin, chimiste et botaniste écossais († 15 novembre 1819).
- 1755 :
  - Marie Arago, épouse de François Bonaventure Arago et mère des « frères Arago » († 5 septembre 1845).
  - Jean-Baptiste Huzard, vétérinaire et imprimeur français († 1er décembre 1838).
- 1757 : Robert Smith, homme politique et avocat américain, secrétaire à la Marine des États-Unis de 1801 à 1809 et secrétaire d'État de 1809 à 1811 († 26 novembre).
- 1777 : Sophie du Royaume-Uni, princesse britannique, fille du roi George III († 27 mai 1848).
- 1793 : Stephen Fuller Austin, homme politique et d’affaires américain († 27 décembre 1836).
- 1794 : William Cullen Bryant, poète et journaliste américain († 12 juin 1878).
- 1799 : William Sprague III (en), homme politique, juriste et industriel américain, gouverneur de Rhode Island de 1838 à 1839 († 19 octobre 1856).

### XIXesiècle
- 1801 :
  - Karl Baedeker, libraire et écrivain allemand († 4 octobre 1859).
  - Vincenzo Bellini, compositeur italien († 23 septembre 1835).
- 1815 : John Mitchel (en), militant, journaliste et écrivain irlandais († 20 mars 1875).
- 1816 :
  - Jubal Anderson Early, militaire et jursite américain († 2 mars 1894).
  - Calvin Fairbank (en), pasteur et militant abolitionniste américain († 12 octobre 1898).
- 1826 : Charles Hugo, journaliste français, second fils des cinq enfants de Victor Hugo et Adèle Foucher († 13 mars 1871).
- 1828 : Octavius Pickard-Cambridge, prêtre et zoologiste britannique († 9 mars 1917).
- 1845 : Edward Douglass White, juriste et homme politique américain, juge en chef des États-Unis de 1910 à 1921 († 19 mai 1921).
- 1851 : Clovis Hugues, poète, romancier et homme politique français († 11 juin 1907).
- 1852 : Meiji (明治天皇), 122e empereur du Japon de 1867 à 1912 († 30 juillet 1912).
- 1856 : James « Jim » McCormick (en), joueur et gérant scotto-américain de baseball († 10 mars 1918).
- 1857 : Ferdinand Puyau, écrivain et avocat français († 6 janvier 1947)
- 1862 : Henry George, Jr. (en), homme politique et journaliste américain († 14 novembre 1916).
- 1863 :
  - Alfred Perot, physicien français († 27 novembre 1925).
  - Blanche Bingley, joueuse de tennis britannique († 6 août 1946).
- 1871 : Albert Goldthorpe, joueur et gérant de rugby anglais († 8 janvier 1943).
- 1874 : Lucie Delarue-Mardrus, artiste et femme de lettres française († 26 avril 1945).
- 1875 : Emīls Dārziņš, pianiste, critique musical et compositeur letton († 3 août 1910).
- 1876 : Stephen Alencastre (en), évêque et missionnaire américain († 9 novembre 1940).
- 1877 : Carlos Ibáñez del Campo, militaire et homme politique chilien, président de la République de 1927 à 1931 puis de 1952 à 1958 († 28 avril 1960).
- 1879 : Ignace Gabriel Ier Tappouni, prélat irakien, patriarche de l’Église catholique syriaque de 1929 à 1968 († 29 janvier 1968).
- 1884 : Joseph William Martin, Jr., homme politique et éditeur américain, président de la Chambre des représentants des États-Unis de 1947 à 1949 et de 1953 à 1955 († 6 mars 1968).
- 1887 : Samouil Marchak (Самуи́л Я́ковлевич Марша́к), poète, dramaturge, critique littéraire et traducteur russe († 4 juillet 1964).
- 1890 :
  - Harry Stephen Keeler (en), auteur américain († 22 janvier 1967).
  - Eustáquio van Lieshout, prêtre et missionnaire néerlandais († 30 août 1943).
- 1893 : Soeroso, un homme politique indonésien († 16 mai 1981).
- 1894 : William George Barker, aviateur militaire canadien († 12 mars 1930).
- 1895 : Pierre Richard-Willm, acteur français († 12 avril 1983).
- 1896 : Gustaf Tenggren, illustrateur et animateur suédo-américain († 9 avril 1970).
- 1897 : Frederick Stratten Russell, zoologiste britannique († 5 juin 1984).
- 1899 :
  - Ralph Greenleaf (en), joueur de billard américain († 15 mars 1950).
  - Rezső Seress, pianiste et compositeur hongrois († 11 janvier 1968).
  - Gleb Wataghin, physicien russo-brésilio-italien († 10 octobre 1986).
- 1900 : Adolf Dassler, homme d’affaires allemand, fondateur de la marque Adidas († 6 septembre 1978).

### XXesiècle
- 1901 :
  - Léopold III, roi des Belges de 1934 à 1951 († 25 septembre 1983).
  - André Malraux, homme politique et écrivain français plusieurs fois ministre, prix Goncourt en 1933 († 23 novembre 1976).
- 1903 :
  - Walker Evans, photographe américain († 10 avril 1975).
  - Léa Roback, militante syndicaliste et féministe québécoise († 28 août 2000).
- 1905 : Lois Mailou Jones, peintre américaine († 9 juin 1998).
- 1907 : Raymond Bussières, acteur français († 29 avril 1982).
- 1908 :
  - Giovanni Leone, avocat, juriste et homme d'État italien, président de la République italienne de 1971 à 1978 († 9 novembre 2001).
  - Bronislau « Bronko » Nagurski, joueur canadien de football américain († 7 janvier 1990).
- 1909 : James Reston, journaliste et auteur américain († 6 décembre 1995).
- 1911 : Johannes Chrishostomos « Kick » Smit, footballeur et gérant néerlandais († 1er juillet 1974).
- 1912 : Alfredo Stroessner, militaire et homme politique paraguayen, président de la république du Paraguay de 1954 à 1989 († 16 août 2006).
- 1914 : Alcide Courcy, homme politique québécois, ministre de l'Agriculture et de la Colonisation de 1960 à 1966 († 22 mai 2000).
- 1915 : Harold Baron « Hal » Jackson (en), présentateur radio et disc-jockey américain († 23 mai 2012).
- 1917 : Annapurna Maharana (en), militant indien († 31 décembre 2012).
- 1918 :
  - Claude Barma, réalisateur et scénariste français († 30 août 1992).
  - Robert William Andrew « Bob » Feller, joueur américain de baseball († 15 décembre 2010).
  - Elizabeth Paschel Hoisington (en), militaire américain († 21 août 2007).
  - Russell Billiu Long (en), homme politique, avocat et militaire américain († 9 mai 2003).
  - Dean Riesner, scénariste américain († 18 août 2002).
- 1919 :
  - Jesús Monterde Blasco, auteur de bande dessinée espagnol († 21 octobre 1995).
  - Ludovic Kennedy, journaliste et auteur britannique († 18 octobre 2009).
  - Květa Legátová (Věra Hofmanová dite), auteure tchèque († 22 décembre 2012).
- 1920 : Oodgeroo Noonuccal (Kathleen Jean Mary Ruska-Walker dite), militante, poétesse, artiste et enseignante australienne († 16 septembre 1993).
- 1921 : 
  - Charles Bronson (Charles Buchinsky dit), acteur américain († 30 août 2003).
  - André Joriot, officier et résistant français du réseau Alliance pendant la Seconde Guerre mondiale († 30 novembre 1944).
- 1922 : Dennis McDermott, syndicaliste et diplomate canadien d'origine britannique († 13 février 2003).
- 1923 :
  - Tomás Ó Fiaich, prélat irlandais († 8 mai 1990).
  - Hitomi Yamaguchi (山口 瞳), essayiste et romancier japonais († 30 août 1995).
- 1924 :
  - Marc Breaux, chorégraphe américain († 19 novembre 2013).
  - Violetta Elvin / Виолетта Элвин, ballerine russe († 27 mai 2021).
  - Samuel Ruiz Garcia, prélat mexicain, évêque de San Cristóbal de Las Casas de 1959 à 1999 († 24 janvier 2011).
- 1926 :
  - Valdas Adamkus, homme politique et ingénieur lituanien, ancien président de la république de Lituanie.
  - Maurice Couture, évêque québécois, archevêque de Québec de 1990 à 2002 († 19 janvier 2018).
  - Osamu Tezuka (手塚治虫), mangaka, animateur et producteur japonais, père du manga moderne († 9 février 1989).
  - Robert Warne Wilson (en), homme d’affaires et philanthrope américain († 23 décembre 2013.)
- 1927 :
  - Harrison McCain, homme d'affaires canadien († 18 mars 2004).
  - Margaret Ann « Peggy » McCay (en), actrice américaine († 7 octobre 2018).
  - Arlette Thomas, comédienne et doubleuse vocale francophone († 13 mai 2015).
- 1928 :
  - Gōseki Kojima (小島 剛夕), mangaka japonais († 5 janvier 2000).
  - William Lawrence « Bill » Morrison (en), homme politique et diplomate australien, plusieurs fois ministre († 15 février 2013).
- 1929 :
  - Catherine Anglade, actrice, réalisatrice et productrice de télévision française († 4 juin 1994).
  - Alfonso Orueta (en), footballeur, gérant et homme politique chilien († 3 octobre 2012).
- 1930 :
  - Philip Miller « Phil » Crane, homme politique américain († 8 novembre 2014).
  - William Harvey Dana, pilote d’essai, astronaute et ingénieur américain († 6 mai 2014).
  - Dennis James Kennedy (en), pasteur et évangéliste américain († 5 septembre 2007).
  - Brian Robinson, cycliste anglais († 25 au 26 octobre 2022).
  - (ou 3 octobre, 30 novembre), Tsutomu Seki (関勉), astronome japonais.
  - Lois Smith, actrice américaine.
  - Frits Staal, philosophe et universitaire néerlandais († 19 février 2012).
- 1931 :
  - Michael Fu Tieshan, prélat chinois († 20 avril 2007).
  - Yon Hyong-muk (연형묵), homme politique et militaire nord-coréen, Premier ministre de la Corée du Nord de 1988 à 1992 († 23 octobre 2005).
  - Monica Vitti (Maria Luisa Ceciarelli dite), actrice italienne († 2 février 2022).
- 1932 : Albert Reynolds, homme politique et d’affaires irlandais, Premier ministre d’Irlande de 1992 à 1994 († 21 août 2014).
- 1933 :
  - John Barry (Jonathan Barry Prendergast dit), compositeur britannique († 30 janvier 2011).
  - Kenneth Ronald « Ken » Berry, acteur, chanteur et danseur américain († 1er décembre 2018).
  - Jeremy Brett (Peter Jeremy William Huggins dit), acteur britannique († 12 septembre 1995).
  - Aneta Corsaut, actrice et écrivaine américaine († 6 novembre 1995).
  - Michael Dukakis, homme politique américain, gouverneur du Massachusetts de 1975 à 1979 puis de 1983 à 1991.
  - Amartya Sen (অমর্ত্য কুমার সেন), économiste indien, prix Nobel d'économie en 1998.
- 1934 :
  - Kenneth Baker (baron Baker de Dorking), homme politique anglais.
  - Johannes Gerardus Hendrikus « Hans » Janmaat (en), homme politique et d’affaires néerlandais († 9 juin 2002).
- 1935 : Ingrid Rüütel (en), philologue estonienne, Première dame d’Estonie de 2001 à 2006.
- 1936 :
  - Roy Emerson, joueur de tennis australien.
  - Takao Saitō (斎藤隆夫), mangaka japonais († 24 septembre 2021).
- 1937 : Dietrich Möller (en), homme politique et avocat allemand.
- 1938 :
  - Martin Dunwoody, mathématicien anglais.
  - Akira Kobayashi (小林 旭), acteur et chanteur japonais.
  - Hélène Ouvrard, romancière, poétesse et scénariste canadienne († 6 janvier 1999).
  - Jean Rollin, cinéaste français († 15 décembre 2010).
- 1940 : Sonny Rhodes (Clarence Edward Smith dit), chanteur et guitariste américain († 14 décembre 2021).
- 1942 : Martin Cruz Smith, romancier et scénariste américain.
- 1943 : Herbert « Bert » Jansch, musicien, chanteur et compositeur écossais († 5 octobre 2011).
- 1944 :
  - Jan Boerstoel (en), écrivain et poète néerlandais.
  - François Gendron, homme politique canadien.
  - Claude Landré, humoriste québécois.
- 1945 :
  - Kenneth Dale « Ken » Holtzman, joueur américain de baseball.
  - Gerhard « Gerd » Müller, footballeur allemand († 15 août 2021).
  - Nicholas John « Nick » Simper, bassiste anglais du groupe Deep Purple.
  - Peder Pedersen, coureur cycliste danois, champion olympique († 9 janvier 2015).
- 1946 :
  - Yun Jeong-mo, auteure sud-coréenne.
  - Reinhard Karl (de), alpiniste, photographe et écrivain allemand († 19 mai 1982).
  - Wataru Takeshita (竹下 亘), homme politique et avocat japonais († 17 septembre 2021).
  - Udo Hempel, coureur cycliste allemand, champion olympique.
- 1947 :
  - Mazie Hirono, femme politique et avocate américaine, lieutenant-gouverneur d'Hawaï de 1994 à 2002.
  - Siiri Oviir, femme politique et avocate estonienne plusieurs fois ministre et députée européenne de 2004 à 2014.
  - Faraj Sarkohi (فرج سرکوهی), journaliste iranien.
- 1948 :
  - Helmuth Koinigg, pilote automobile autrichien († 6 octobre 1974).
  - Richard Allen « Rick » Kreuger (en), joueur et entraîneur américain de baseball.
  - Lulu (Marie McDonald McLaughlin Lawrie dite), chanteuse britannique.
  - Walter Lee Williams, professeur d'anthropologie américain.
  - Rainer Zobel, joueur et entraîneur de football allemand.
- 1949 :
  - Michael Jonas « Mike » Evans, acteur américain († 14 décembre 2006).
  - Osamu Fujimura (藤村 修), ingénieur et homme politique japonais.
  - Larry Holmes, boxeur américain.
  - Stephen Oliver (en), biochimiste anglais.
  - Anna Wintour, journaliste et éditrice britannique.
- 1950 :
  - Massimo Mongai (en), journaliste et auteur italien († 1er novembre 2016).
  - Joseph « Joe » Queenan (en), journaliste, essayiste et critique littéraire américain.
  - Karen Stives, cavalière américaine, championne olympique († 14 août 2015).
- 1951 :
  - Dwight Evans (en), joueur et entraîneur américain de baseball.
  - Edward « Ed » Murawinski (en), dessinateur satirique américain.
  - André Wetzel, footballeur et entraîneur néerlandais.
- 1952 :
  - Roseanne Barr, humoriste et actrice américaine.
  - Michel Boujenah, humoriste et acteur français d’origine tunisienne.
  - Teresa De Sio, chanteuse et musicien italienne.
  - David Ho (何大一), scientifique sino-américain.
- 1953 :
  - Kate Capshaw (Kathleen Sue Nail dite), actrice américaine.
  - Helios Creed, chanteur et musicien américain.
  - Rebecca Gilling, actrice australienne.
  - Larry Herndon (en), joueur et entraîneur américain de baseball.
  - Dennis Miller, humoriste, animateur de télévision et de radio et commentateur politique américain.
  - Vilma Santos (en), actrice et femme politique philippine.
- 1954 :
  - Adam Ant (Stuart Leslie Goddard dit), chanteur et musicien anglais du groupe Adam and the Ants.
  - Kevin Patrick Chilton, astronaute américain.
  - Kathy Kinney, actrice américaine.
  - Phillip Martin « Phil » Simms, joueur de football américain.
- 1955 : Anne Milton, infirmière et femme politique anglaise.
- 1956 :
  - Catherine Mary « Cathy » Jamieson (en), femme politique écossaise.
  - Kevin Murphy (en), acteur, marionnettiste, producteur et scénariste américain.
  - Gary Olsen (en), acteur anglais († 12 septembre 2000).
  - Gary Ross, scénariste, producteur, réalisateur et acteur américain.
  - Robert Lynn « Bob » Welch, joueur américain de baseball († 9 juin 2014).
- 1957 :
  - Peter Gregson (en), ingénieur britannique.
  - Hans « Dolph » Lundgren, acteur, réalisateur, scénariste et producteur de cinéma suédois.
  - Marc Le Mené, photographe français.
- 1959 : Hal Hartley, réalisateur, scénariste et producteur américain.
- 1960 :
  - Charles Frederick « Karch » Kiraly, volleyeur, entraîneur et commentateur américain.
  - Robert Ian McNabb (en), chanteur et musicien anglais.
- 1961 :
  - David Armstrong-Jones, menuisier et entrepreneur anglais.
  - Dave Hahn (en), alpiniste et journaliste nippo-américain.
  - Jean-Michel Maire, journaliste français.
  - Geneviève Rioux, actrice québécoise.
- 1962 :
  - Gabe Newell, développeur et homme d’affaires américain, P-DG de l'entreprise de jeux vidéo VALVe.
  - David J. Schiappa (en), homme politique et avocat américain.
  - Jacqueline Jill « Jacqui » Smith, femme politique et avocate anglaise.
  - Andriy Zholdak, metteur en scène ukrainien.
- 1963 :
  - Davis Guggenheim, réalisateur, scénariste et producteur américain.
  - Shigeaki Hattori (en) (服部 茂章), pilote automobile japonais.
  - Ian Wright, footballeur anglais.
- 1964 :
  - Algimantas Briaunis (en), footballeur et gérant lituanien.
  - Brenda Fassie, chanteuse de variétés sud-africaine († 9 mai 2003).
  - Bryan Young (en), joueur de cricket néo-zélandais.
- 1965 :
  - Gert Heerkes (nl), footballeur et gérant néerlandais.
  - Ann Scott, romancière française.
  - Michael Paul « Mike » Springer (en), golfeur américain.
  - Borislav Gidikov, haltérophile bulgare, champion olympique.
- 1967 :
  - Michael Anthony « Mike » O'Neill (en), hockeyeur canadien.
  - Mark Roberts (cy), chanteur et guitariste gallois.
  - Steven Wilson, chanteur, musicien et compositeur britannique.
  - Mykola Milchev, tireur sportif ukrainien, champion olympique.
- 1968 :
  - Alberto Iñurrategi, alpiniste basque espagnol.
  - Paul Quantrill (en), joueur et entraîneur canadien de baseball.
- 1969 :
  - Sophie Jeanpierre, karatéka française.
  - Robert Miles (Roberto Concina dit), disc-jockey et producteur italien († 9 mai 2017).
  - Niels van Steenis, rameur d'aviron néerlandais, champion olympique.
- 1970 : Geir Frigård, footballeur norvégien.
- 1971 :
  - Diego Alessi (en), pilote automobile italien.
  - Sticky Fingaz (Kirk Jones dit), rappeur et acteur américain.
  - Dylan Moran, auteur, acteur et comique irlandais.
  - Alison Williamson, archère britannique.
  - Dwight Yorke, footballeur et entraîneur trinidadien.
- 1972 :
  - Ugochuku « Ugo » Ehiogu, footballeur et gérant anglais.
  - Michael Hofmann (de), footballeur et gérant allemand.
  - Marko Koers, athlète néerlandais.
  - Patrice Senmartin, cycliste handisport français.
  - « El Tato » (José Raúl Gracia Hernández dit), matador espagnol.
- 1973 :
  - Julia Chanel, actrice française.
  - Benjamin « Ben » Myer Fogle (en), présentateur et auteur anglais.
  - Ana Milán, actrice et présentatrice espagnole.
  - Christian Picciolini (en), homme d’affaires américain.
  - Mickael Gordon « Mick » Thomson, guitariste américain du groupe Slipknot.
- 1974 :
  - Tariq Abdul-Wahad (né Olivier Michael Saint-Jean), basketteur français.
  - Véronique de la Cruz, styliste française.
- 1975 : Darren Sharper, joueur de football américain.
- 1976 :
  - Guillermo Franco, footballeur mexicano-argentin.
  - Jake Shimabukuro, musicien et compositeur américain.
- 1977 :
  - Marcel Ketelaer (en), footballeur allemand.
  - Greogry « Greg » Plitt, acteur et mannequin américain († 17 janvier 2015).
- 1978 :
  - Timothy James « Tim » McIlrath, chanteur et guitariste américain.
  - Hiroko Sakai (坂井 寛子), joueuse de softball japonaise.
  - Jonas Howden Sjøvaag (en), batteur norvégien.
- 1979 :
  - Nguyễn Thúy Hiền, athlète vietnamienne de wushu taolu.
  - Pablo Aimar, footballeur argentin.
  - Jérôme Dupras, musicien canadien du groupe Les Cowboys fringants.
  - Beau McDonald (en), joueur et entraîneur de football australien.
- 1980 : Hans Nørgaard Andersen (en), pilote automobile danois.
- 1981 :
  - Diego López, footballeur espagnol.
  - Vicente Matías Vuoso, footballeur argentino-mexicain.
  - Rodrigo Millar, footballeur chilien.
  - Sten Pentus, pilote automobile estonien.
- 1982 :
  - Moniek Kleinsman (nl), skateuse néerlandaise.
  - Egemen Korkmaz, footballeur turc.
  - Evgeni Plushenko (Евгений Викторович Плющенко), patineur artistique russe.
  - Pekka Rinne, hockeyeur sur glace finlandais.
- 1983 :
  - Myrna Braza (en), chanteuse et compositrice norvégienne.
  - Efrat Gosh, chanteuse israélienne.
  - Elizabeth Smart, victime d'enlèvement américaine.
- 1984 :
  - Christian Bakkerud, pilote de courses automobile danois.
  - Ryō Nishikido (錦戸 亮), acteur et chanteur japonais.
  - Damien Raux, hockeyeur sur glace français.
  - LaMarr Woodley, joueur de football américain.
- 1985 :
  - Tyler Hansbrough, basketteur américain.
  - Davon Jefferson, basketteur américain.
  - Guido Landert, sauteur à ski suisse.
  - Antonia Thomas, actrice anglaise.
  - Philipp Tschauner, footballeur allemand.
- 1986 :
  - Maxime Bouet, cycliste sur route français.
  - Paul Derbyshire, joueur de rugby italien.
  - Piet Velthuizen, footballeur néerlandais.
  - Heo Young-saeng (허영생), chanteur sud-coréen.
- 1987 :
  - Colin Kaepernick, joueur de football américain.
  - Lukáš Lacko, joueur de tennis slovaque.
  - Tywon Ronell « Ty » Lawson, basketteur américain.
  - Felix Schütz, hockeyeur allemand.
  - Gemma Ward, mannequin et actrice australienne.
- 1988 :
  - Abdoulaye M'Baye, basketteur français.
  - Angus McLaren, acteur australien.
- 1989 :
  - Paula DeAnda (en), chanteuse, compositrice et actrice américaine.
  - Joyce Jonathan, chanteuse française.
  - Elliott Tittensor, acteur anglais.
- 1990 : Ellyse Perry, footballeuse et joueuse de cricket australienne.
- 1991 : Priscilla Mburu, tireuse sportive kényane.
- 1992 :
  - Joseph Clarke, céiste anglais.
  - Alexia Fancelli, kitesurfeuse française.
  - Akeem Haynes, sprinter canadien d'origine jamaïcaine.
  - Donovan Léon, footballeur français international guyanais.
  - Valeria Solovieva (Валерия Александровна Соловьёва), joueuse de tennis russe.
- 1993 : Kaleena Mosqueda-Lewis, basketteuse américaine.
- 1995 :
  - Kendall Jenner, mannequin américain.
  - Coline Mattel, sauteuse à ski française.
  - Jean Quiquampoix, tireur sportif français, champion olympique.
- 1997 : Diana Silvers, actrice et mannequin américaine.

## Décès

### IVesiècle
- 361 : Constance II, empereur romain de 324 à 361 (° 7 août 317).

### VIIesiècle
- 644 : Omar ibn al-Khattâb (عمر بن الخطاب), calife arabe de 634 à 644 (° 584).

### VIIIesiècle
- 753 : Saint Pirmin, évêque missionnaire et saint de l'Église catholique romaine allemand (° vers 670).

### XIIIesiècle
- 1231 : Ladislas III, duc de Grande-Pologne de 1202 à 1220 (° entre 1161 et 1167).
- 1254 : Jean III Doukas Vatatzès (Ιωάννης Γ΄ Δούκας Βατάτζης), empereur byzantin de 1221 à 1254 (° vers 1192).

### XIVesiècle
- 1324 : Petronilla de Meath, servante irlandaise, brûlée vive à Kilkenny (° vers 1300).

### XVesiècle
- 1428 : Thomas Montaigu, 4e comte de Salisbury, militaire et homme politique anglais (° 13 juin 1388).

### XVIesiècle
- 1580 : Jerónimo Zurita, historien et écrivain espagnol (° 4 décembre 1512).
- 1584 : Charles Borromée, cardinal italien (° 2 octobre 1538).
- 1600 : Richard Hooker, théologien anglais (° mars 1554).

### XVIIesiècle
- 1639 : Martín de Porres, religieux péruvien, saint de l’Église catholique (° 9 décembre 1579).
- 1643 :
  - John Bainbridge, astronome anglais (° 1582).
  - Paul Guldin, jésuite, mathématicien et astronome suisse (° 12 juin 1577).
- 1676 : Fazıl Ahmet Köprülü, grand vizir de l’Empire ottoman de 1661 à 1676 (° 30 octobre 1661).

### XVIIIesiècle
- 1711 : John Ernest Grabe, théologien allemand (° 10 juillet 1666)
- 1787 : Robert Lowth, évêque et linguiste britannique (° 27 novembre 1710).
- 1793 : Olympe de Gouges, femme de lettres française (° 7 mai 1748).
- 1794 : François-Joachim de Pierre de Bernis, prélat, diplomate et écrivain français (° 22 mai 1715).

### XIXesiècle
- 1850 : William E. Shannon (en), homme politique américain (° 1821/1822).
- 1855 : François Rude, sculpteur français (° 4 janvier 1784).
- 1858 :
  - Harriet Taylor Mill, philosophe et féministe anglaise (° 10 octobre 1807).
  - Jules Grużewski, insurgé polonais (° 8 février 1808).
- 1869 : Andreas Calvos (Ανδρέας Κάλβος), poète et dramaturge grec (° 1792).
- 1886 : 
  - Félix Belly, journaliste et ingénieur français (° 27 octobre 1816).
  - Alexandre Vassilievitch Golovnine, homme politique russe (° 25 mars 1821).
  - Joseph-Urbain Mélin, peintre français (° 14 février 1814).
  - Henri Moisy, linguiste français (° 16 janvier 1815).
- 1890 : Ulrich Ochsenbein, militaire et homme politique suisse, conseiller fédéral de 1848 à 1854 (° 24 novembre 1811).
- 1891 : Louis-Lucien Bonaparte, homme politique et philologue français (° 4 janvier 1813).

### XXesiècle
- 1909 : Albert-Auguste Fauvel, explorateur et naturaliste français (° 7 novembre 1851).
- 1914 : Georg Trakl, poète autrichien (° 3 février 1887).
- 1917 : Léon Bloy, romancier et essayiste français (° 11 juillet 1846).
- 1918 : Alexandre Liapounov (Алекса́ндр Миха́йлович Ляпуно́в), mathématicien russe (° 6 juin 1857).
- 1926 : Annie Oakley (Phoebe Ann Moses dite), tireuse de cibles américain (° 13 août 1860).
- 1927 : Karel Matěj Čapek-Chod, journaliste et auteur tchèque (° 21 février 1860).
- 1929 :
  - Jan Niecisław Baudouin de Courtenay, linguiste polonais (° 13 mars 1845).
  - Olav Aukrust, poète norvégien (° 21 janvier 1883).
- 1933 : Émile Roux, médecin, bactériologiste et immunologiste français (° 17 décembre 1853).
- 1939 : Charles Tournemire, organiste, improvisateur et compositeur français (° 22 janvier 1870).
- 1949 : Solomon Robert Guggenheim, industriel, collectionneur d'art et mécène américain (° 2 février 1861).
- 1951 : Louis Piérard, homme politique belge (° 6 février 1886).
- 1954 : Henri Matisse, peintre français (° 31 décembre 1869).
- 1957 :
  - Laïka, chienne "cosmonaute soviétique", premier être vivant envoyé dans l'espace (° 1954).
  - Wilhelm Reich, psychiatre autrichien (° 24 mars 1897).
- 1960 :
  - Félix-Roland Moumié, médecin et homme politique camerounais (° 1er novembre 1925).
  - Paul Willis (en), acteur et réalisateur américain (° 9 avril 1901).
- 1962 : Ludwig Oswald Wenckebach (en), sculpteur, peintre et médailliste néerlandais (° 16 juin 1895).
- 1968 : Vernon Decatur « Vern » Stephens (en), joueur américain de baseball (° 23 octobre 1920).
- 1969 : Zeki Rıza Sporel, footballeur turc (° 28 février 1898).
- 1973 : Marc Allégret, cinéaste français (° 22 décembre 1900).
- 1975 :
  - Tajuddin Ahmad (তাজউদ্দীন আহমদ), homme politique bangladais, Premier ministre du Bangladesh de 1971 à 1972 (° 23 juillet 1925).
  - Muhammad Mansur Ali (মোঃ মনসুর আলী), homme politique bangladais, Premier ministre du Bangladesh de janvier à août 1975 (° 16 janvier 1917).
  - Syed Nazrul Islam (সৈয়দ নজরুল ইসলাম), homme politique et avocat bangladais, président du Bangladesh de 1971 à 1972 (° 1925).
  - Abul Hasnat Muhammad Qamaruzzaman (আবুল হাসনাত মোহাম্মদ কামারুজ্জামান), homme politique et avocat bangladais (° 1926).
- 1980 : Caroline Mytinger (en), peintre et auteure américaine (° 6 mars 1897).
- 1981 : Thérèse Casgrain, féministe et femme politique québécoise (° 10 juillet 1896).
- 1983 :
  - Alfredo Antonini, chef d’orchestre et compositeur italo-américain (° 31 mai 1901).
  - Alexander Augustus Norman Dudley « Jerry » Pentland, aviateur militaire australien (° 5 août 1894).
- 1987 :
  - André Roussin, auteur dramatique et académicien français (° 22 janvier 1911).
  - Mary Shane (en), diffuseuse de sports américaine (° 17 mai 1945).
- 1988 : Naphthali ben Levi « Henri » van Praag (nl), théologien, philosophe et enseignant néerlandais (° 12 septembre 1916).
- 1989 : Dorothy Fuldheim (en), journaliste américain (° 26 juin 1893).
- 1990 :
  - Kenan Erim (en), archéologue turc (° 13 février 1929).
  - Nusret Fişek, physicien et homme politique turc (° 21 novembre 1914).
  - Mary Martin, actrice et chanteuse américaine (° 1er décembre 1913).
- 1991 : Christopher Lamont « Chris » Bender (en), chanteur américain (° 2 août 1972).
- 1993 : Lev Sergueïevitch Termen (Лев Сергеевич Термен) dit Léon Theremin, ingénieur russe, inventeur du thérémine (° 27 août 1896).
- 1994 : Valter Palm (en), boxeur estonien (° 10 décembre 1905).
- 1995 :
  - Mario Revollo Bravo, prélat italien, archevêque de Bogotá de 1984 à 1994 (° 15 juin 1919).
  - Gordon Samuel Fahrni (en), physicien canadien (° 13 avril 1887).
- 1996 : Jean-Bedel Bokassa, militaire et homme politique centrafricain, chef d'État de 1966 à 1979 (° 22 février 1921).
- 1998 : Bob Kane (Robert Kahn dit), dessinateur américain (° 24 octobre 1915).
- 1999 : Ian Bannen, acteur écossais (° 11 juin 1928).

### XXIesiècle
- 2001 : Ernst Gombrich, historien de l'art autrichien (° 30 mars 1909).
- 2002 :
  - Anthony James « Lonnie » Donegan, chanteur écossais (° 29 avril 1931).
  - Jonathan Harris, acteur américain (° 6 novembre 1914).
- 2003 : Rassoul Gamzatov (Расу́л Гамза́тович Гамза́тов), poète et homme politique russe (° 8 septembre 1923).
- 2004 : Sergei Zholtok, hockeyeur professionnel letton (° 2 décembre 1972).
- 2006 :
  - Paul Mauriat, chef d’orchestre français de musique de variétés (° 4 mars 1925).
  - Marie Rudisill (en), auteure américaine (° 13 mars 1911).
  - Alberto Spencer, footballeur équatorien (° 6 décembre 1937).
- 2007 :
  - Suzanne Bachelard, philosophe française, fille de Gaston Bachelard (° 18 octobre 1919).
  - Alexandre Dediouchko (Александр Викторович Дедюшко), acteur et présentateur russe (° 20 mai 1962).
  - Martin Meehan (en), homme politique irlandais (° 1945).
  - Ryan Shay, athlète américain (° 4 mai 1979).
- 2008 : Jean Fournet, chef d’orchestre français (° 14 avril 1913).
- 2009 :
  - Francisco Ayala, écrivain, sociologue, juriste, professeur de littérature et académicien espagnol (° 16 mars 1906).
  - Archie Baird (en), footballeur, journaliste et enseignant écossais (° 8 mai 1919).
  - Carl Ballantine, acteur américain (° 27 septembre 1922).
  - Christian Barbier, acteur français (° 28 juin 1924).
- 2010 :
  - Jerrold Lewis « Jerry » Bock, compositeur américain (° 23 novembre 1928).
  - Viktor Tchernomyrdine (Виктор Степанович Черномырдин), homme politique et diplomate russe, Premier ministre de Russie de 1992 à mars 1998 puis d’août à septembre 1998 (° 9 avril 1938).
  - James Patrick « Jim » Clench (en), bassite canadien (° 1er mai 1949).
- 2011 :
  - Mateo Rojas « Matty » Alou, joueur dominicain de baseball (° 22 décembre 1938).
  - Peeter Kreitzberg (en), homme politique et avocat estonien (° 14 décembre 1948).
- 2012 :
  - Henri Audet, ingénieur québécois, fondateur de Cogeco (° 1918).
  - Carmélia Alves, chanteuse brésilienne (° 14 avril 1923).
  - George Chesterton (en), joueur et entraîneur de cricket anglais (° 15 juillet 1922).
  - Thomas Charles « Tommy » Godwin, cycliste, entraîneur et dirigeant anglais (° 5 novembre 1920).
  - Mükerrem Hiç (en), universitaire, auteur et homme politique turc (° 29 août 1929).
  - Thomas Kincaid McCraw, historien américain (° 11 septembre 1940).
  - Kailashpati Mishra (en) (कैलाशपति मिश्र), homme politique et militant indien (° 5 octobre 1923).
- 2013 :
  - Nick Cardy (Nicholas Viscardi dit), dessinateur américain de comics (° 20 octobre 1920).
  - Gerard Cieślik, footballeur et entraîneur polonais (° 29 avril 1927).
  - Gamani Corea (en), économiste et diplomate srilankais (° 4 novembre 1925).
  - William Joseph Coyne (en), homme politique et avocat américain (° 24 août 1936).
  - Rupert Gerritsen (en), historien australien (° 1953).
  - Leonard Long (en), peintre australien (° 25 avril 1911).
- 2014 :
  - Augusto Martelli (en), chef d’orchestre et compositeur italien (° 15 mars 1940).
  - Gordon Tullock, économiste américain (° 13 février 1922).
- 2015 :
  - Ahmed Chalabi (احمد الجلبي), homme politique et d’affaires irakien (° 30 octobre 1944).
  - Howard Coble (en), homme politique et avocat américain (° 18 mars 1931).
  - Thomas William Graveney, joueur de cricket anglais (° 16 juin 1927).
  - Normand L'Amour (Normand Cournoyer dit), auteur-compositeur-interprète québécois (° 6 septembre 1930).
- 2016 :
  - Mikhaïl « Misha » Brusilovsky (en) (Миша Шаевич Брусиловский), artiste russe (° 7 mai 1931).
  - Wannakuwatta Waduge Don Albert Perera (si) (වන්නකුවත්ත වඩුගේ දොන් ඇල්බට් පෙරෙරා), chanteur, violoniste et compositeur sri-lankais (° 5 décembre 1927).
  - Fat'hi Abu Taleb (en) (فتحي أبو طالب), militaire et diplomate jordanien (° 1933).
  - Vladimír Černý (en), athlète tchécoslovaque (° 27 avril 1926).
  - Jan van Cuilenburg, journaliste néerlandais (° 1946).
  - Maurice Gaffney (en), avocat irlandais (° 11 octobre 1916).
  - Yawar Hayat Khan (en) (ياور حياة خان), producteur d’émissions télévisées pakistanais (° 18 octobre 1943).
  - Tor Börje Lampenius (fi), acteur et réalisateur finlandais (° 18 décembre 1921).
  - Clive Derby-Lewis, homme politique sud-africain (° 22 janvier 1936).
  - Marc Michel, acteur suisse (° 4 décembre 1932).
  - Walter Piludu (en), homme politique italien (° 15 juin 1950).
  - Antonio Preto (en), avocat, homme politique et écrivain italien (° 30 avril 1965).
  - Turid Karlsen Seim (en), théologien norvégien (° 8 octobre 1945).
  - Mangat Ram Sharma (en) (मंगत राम शर्मा), homme politique indien (° 1928).
  - Kay Starr (Katherine Laverne Starks dite), chanteuse américaine (° 21 juillet 1922).
  - Richard Harris « Rick » Steiner (en), producteur américain (° 8 novembre 1946).
  - Lene Tiemroth, actrice danoise (° 16 juillet 1943).
  - Xia Meng (zh) (夏梦), actrice et réalisatrice hongkongaise (° 16 février 1933).
- 2018 :
  - Jean-Paul Baréty, homme politique français (° 10 mars 1928).
  - Jörg Ewald Dähler, chef d'orchestre, claveciniste, pianofortiste et compositeur suisse (° 16 mars 1933).
  - Mimoun El Oujdi, chanteur marocain (° 1er janvier 1950).
  - Sondra Locke, actrice américaine (° 28 mai 1944).
  - Jean Mohr, photographe suisse (° 13 septembre 1925).
  - Devah Pager, sociologue américaine (° 1er mars 1972).
  - Albert Ramassamy, homme politique français (° 13 novembre 1923).
- 2019 :
  - Michel Eddé, homme politique libanais (° 16 février 1928).
  - Sorin Frunzăverde, homme politique roumain (° 26 avril 1960).
  - Louis Lareng, anesthésiste, urgentiste et homme politique français (° 8 avril 1923).
  - Friedemann Layer, chef d'orchestre autrichien (° 30 octobre 1941).
- 2020 : 
  - Isaac Alvarez, mime, acteur, chorégraphe et metteur en scène français (° 26 juillet 1930).
  - Guennadi Boukharine, céiste soviétique puis russe (° 10 août 1929).
  - Claude Giraud, acteur français (° 5 février 1936).
  - Taymi Chappé, escrimeuse cubaine puis espagnole (° 11 septembre 1968).
  - Jacques Pereira, footballeur portugais (° 3 février 1955).
  - Elsa Raven, actrice américaine (° 21 septembre 1929).
- 2021 :
  - Bob Baker, scénariste britannique (° 26 juillet 1939).
  - Joanna Bruzdowicz, compositrice polonaise (° 17 mai 1943).
  - Georgie Dann, chanteur français (° 14 janvier 1940).
  - Pablo Armando Fernández, écrivain cubain (° 2 mars 1930).
  - Helga Lindner, nageuse allemande (° 5 mai 1951).
  - Dorothy Manley, athlète de sprint britannique (° 29 avril 1927).
  - Jean Pierson, ingénieur et industrie français (° 19 novembre 1940).
  - Philippe Thébaud, paysagiste et urbaniste français (° 11 septembre 1946).
- 2022 : 
  - Fatima Bernawi, militante et femme politique palestinienne (° 1939).
  - Marc Berthier, designer et architecte français (° 4 août 1935).
  - Peter Danckert, homme politique allemand (° 4 juillet 1940).
  - Benoît Dauga, joueur de rugby à XV international français (° 8 mai 1942).
  - Ray Guy, joueur de foot U.S américain (° 22 décembre 1949).
  - Sadek Hadjerès, militant politique algérien (° 13 septembre 1928).
  - Douglas McGrath, acteur, scénariste et réalisateur américain (° 2 février 1958).
  - Kevin O'Neill, illustrateur de comics britannique (° 22 août 1953).
  - Francis Rion, arbitre de football belge (° 10 juin 1933).
- 2023 :
  - Robert Butler, réalisateur et producteur américain (° 16 novembre 1927).
  - Zdeněk Douša, basketteur tchécoslovaque puis tchèque (° 5 mars 1947).
  - Ian Ferrier, poète, musicien, chorégraphe et animateur canadien (° 1954).
  - Orlando Garibay, coureur cycliste mexicain (° 13 octobre 1993).
  - Aaron Harper, basketteur américain (° 12 mars 1981).
  - Francette Lazard, enseignante et femme politique française (° 7 janvier 1937).
  - Oleg Protopopov, patineur artistique soviétique puis suisse (° 16 juin 1932).
  - Matti Reunamäki, hockeyeur sur glace finlandais (° 25 juillet 1940).
- 2024 :
  - Abderrazak Cheraït, homme politique et écrivain tunisien (° 1937).
  - Quincy Jones, trompettiste, arrangeur, compositeur, réalisateur et producteur américain (° 14 mars 1933).
  - Herby Moreau, journaliste canadien (° 19 juillet 1968).
  - Marcel Tassy, homme politique français (° 27 décembre 1932).

## Célébrations
- Cuenca (Équateur) : « indépendance (independencia) de Cuenca »[7].Extrait d'une parade traditionnelle costumée à l'occasion du Bunka no hi à Nagoya (Japon) en 2006

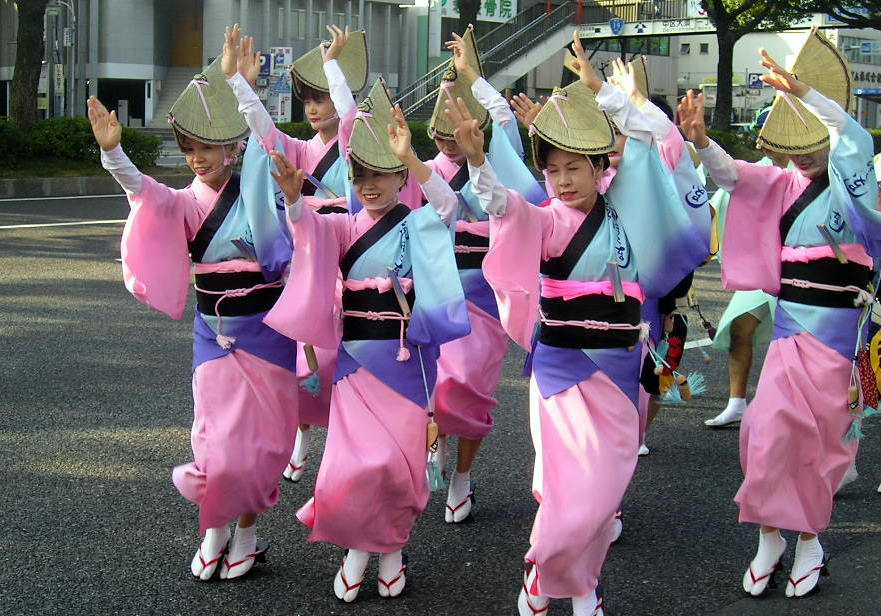
Extrait d'une parade traditionnelle costumée à l'occasion du Bunka no hi à Nagoya (Japon) en 2006

- Dominique : fête nationale célébrant l'indépendance politique vis-à-vis du Royaume-Uni en 1978 (le lendemain des commémorations rastafari(e)s des 2 novembre).
- Émirats arabes unis : jour du drapeau (en).
- Japon : Bunka no hi, 文化の日 ou « jour de la culture » (photographie ci-contre).
- Maldives : Victory Day (en) / jour de la victoire.
- Micronésie : fête nationale célébrant l'indépendance politique de cet État archipel océanien Pacifique vis-à-vis des États-Unis en 1986.
- Panama : fête nationale célébrant l'indépendance politique vis-à-vis de la Colombie adjacente en 1903.
- Timor oriental : fête des Mères.

- Christianisme : dédicace de l'église de saint Georges de Lydda (IVe siècle) et transfert des reliques de ce mégalomartyr à Lydda ou Lod en Palestine (voir sa fête les 23 avril).

### Saints des Églises chrétiennes

#### Saints des Églises catholiques et orthodoxe
- Acepsimas († 378 ou 379) — ou « Akepsimas » —, évêque de Paka, en Perse, avec Joseph le prêtre, et Aïthala le diacre, martyrs en Perse sous Chapour II.
- Achéménide le Confesseur († vers 421) — ou « Hormisdas », ou « Ormisde » —, officier supérieur dans l'armée du roi Varan, le fils du persécuteur Yezdedgerd — ou « Jezdgerd » —, martyr (?) à Ahmadan, en Perse, sous Chapour IV (?) ; fêté aussi le 8 août en Occident, et le 16 novembre en Orient (c'est-à-dire le 3 novembre, dans le calendrier julien).
- Achéric et Guillaume († vers 860), anciens gentilshommes, ermites dans les Vosges alsaciennes, près de l'actuel village d'Échéry, dans le val d'Argent.
- Gwenaël de Landévennec († vers 550), abbé.
- Hubert de Liège († 727) — ou « Hubert de Maastricht » —, évêque, patron des chasseurs[10] et forestiers[11].
- Joannice le Grand († 846), ermite au mont Olympe de Bithynie.
- Pirmin de Hornbach († 753), évêque évangélisateur en Allemagne.
- Odrade (XIe siècle), Vierge de Flandre.
- Sever († vers 407), évangélisateur de la Novempopulanie, mort en martyr.
- Sylvie († v. 590), Mère de Saint Grégoire le Grand.
- Théodore (VIIIe siècle), Évêque d'Ancyre.

#### Saints et bienheureux des Églises catholiques
- Alpais († 1211), jeune bergère atteinte de la lèpre à 20 ans, recluse à Cudot, près de Sens, patronne des astronautes.
- Ida (XIIe siècle), Ermite suisse.
- Manuel Lozano Garrido († 1971), bienheureux laïc espagnol.
- Pierre-François Néron († 1860), prêtre français martyr.
- Simon Ballacchi († 1319), bienheureux frère convers dominicain.
- Teresa Manganiello († 1876), bienheureuse Tertiaire franciscaine italienne

#### Saints orthodoxes
Outre les saints œcuméniques voire pré-schismatiques ci-avant, aux dates parfois "juliennes" ou orientales...
- Georges de Néapolis († 1787), évêque et martyr.

### Prénoms
Bonne fête aux Hubert et ses variantes féminines : Huberte et Hubertine ; voire leurs variantes masculines : Humbert, Umbert, Umberto.
Et aussi aux :
- Gwenaël et ses variantes masculines autant bretonnes : Guénaël, Gwenael ; et féminines : Guénaèle, Guénaëlle, Gwenaëla, Gwenaëlla, Gwenaëlle, Gwanaëlle, Gwennaëlle, Gwénola, Gwenola, Guénola ; leurs diminutifs Gwen(n) (Blanc(he) en breton de l'ouest ou celtique).
- Levenez et ses variantes autant bretonnes aussi : Lavena, Lavinia, Leveneza, Levenezig, Nezig, etc., sans doute du nom de l'abbaye Saint-Guénolé de Landévennec (de Saint Gwenaël ci-dessus et -avant), construite à partir du Ve siècle (voir aussi les patronymes Lavanant, Lavenant etc.).[réf. nécessaire]

## Traditions et superstitions

### Astrologie
- Signe du zodiaque : 12e jour du Scorpion.

### Dictons du jour
- « À la saint-Hubert, les oies sauvages fuient l'hiver. »[12] (migrations souvent commencées en fait dès fin août dans l'hémisphère nord terrestre, suivant les espèces)
- « À la saint-Hubert, qui quitte sa place la perd. »[13]